# Richard Bauckham
Richard John Bauckham, né le 22 septembre 1946, est un spécialiste du Nouveau Testament, professeur émérite à l'université de St Andrews en Écosse. Ses publications majeures ont pour thème la théologie, l'eschatologie, les problèmes relatifs à la composition des Évangiles. Il est membre de la British Academy.

## Travaux

### Études sur le Nouveau Testament
Son ouvrage le plus connu est sûrement Jesus and the Eyewitnesses : The Gospels as Eyewitness Testimony, paru en 2006. Bauckham y affirme que les Évangiles permettent d'établir un lien étroit et généralement fiable avec les témoignages des protagonistes historiques ayant vécu la prédication de Jésus. D'après l'exégète Bart D. Ehrman, sa théorie a convaincu très peu de monde en dehors des milieux évangéliques conservateurs.  
Bauckham défend plus particulièrement l'idée que les évangiles canoniques ont été écrits à partir de témoignages visuels venant de témoins directs de la vie et de la prédication de Jésus de Nazareth. Ses arguments vont à l'encontre de l'opinion majoritaire, pour laquelle les écrits ont été modifiés par des décennies de transmission orale dans des contextes divers. 
Bauckham partage avec les exégètes Larry W. Hurtado et Martin Hengel la thèse de l'apparition d'une christologie haute relativement vite après la mort de Jésus de Nazareth, christologie dont des traces seraient présentes dans les textes du Nouveau Testament.

### Théologie et travaux sur l'écologie
Bauckham s'est intéressé à la pensée du théologien Jürgen Moltmann, à la christologie concernant l'emploi du terme « Seigneur » par les disciples juifs de Jésus de Nazareth et au traitement de l'écologie dans la Bible.

## Ouvrages principaux
- Jesus: A Very Short Introduction (Oxford University Press, 2011)
- The Bible and Ecology: Rediscovering the Community of Creation (Baylor University Press, 2010)
- The Gospel of John and Christian Theology, ed. with Carl Mosser (Eerdmans, 2007)
- The Testimony of the Beloved Disciple: Narrative, History, and Theology in the Gospel of John (Baker Academic, 2007)
- Jesus and the Eyewitnesses: The Gospel As Eyewitness Testimony (Eerdmans, 2006)
- Bible and Mission: Christian Witness in a Postmodern World (Baker Academic, 2004)
- God and the Crisis of Freedom: Biblical and Contemporary Perspectives (Westminster John Knox, 2002)
- God Will Be All in All: The Eschatology of Jürgen Moltmann (Fortress, 2001)
- The Climax of Prophecy: Studies on the Book of Revelation (T&T Clark, 1999)
- God Crucified: Monotheism and Christology in the New Testament (Eerdmans, 1999)
- The Gospels for All Christians: Rethinking the Gospel Audiences (Eerdmans, 1997)
  - Traduction française, La rédaction et la diffusion des Évangiles. Contexte, méthode et lecteurs, Charols, Excelsis, 2014.
- The Theology of Jürgen Moltmann (T&T Clark, 1995)
- The Book of Acts in Its Palestinian Setting (Eerdmans, 1995)
- The Theology of the Book of Revelation (Cambridge, 1993)
  - Traduction française (Alain-Marie de Lassus, f.j.), La théologie de l'Apocalypse, Paris, Cerf, 2006.
- 2 Peter, Jude. Word Biblical Commentary (Thomas Nelson, 1983)

## Distinctions
- Membre de la British Academy
- Membre de la Royal Society of Edinburgh
- Médaille Burkitt (2008)

## Récompenses
- 2007:  Christianity Today: Book Award in Biblical Studies pour Jesus and the Eyewitnesses: The Gospels as Eyewitness Testimony.
- 2009: Michael Ramsey Prize pour Jesus and the Eyewitnesses: The Gospels as Eyewitness Testimony.
- 2010: Franz-Delitzsch-Award pour The Jewish World around the New Testament.